# 문어목
문어목(文魚目) 또는 팔완목(八腕目)은 두족류에 속하는 분류군이다. 다리가 네 쌍이다.
이 목은 약 300종으로 구성되어 있으며 오징어, 갑오징어, 노틸로이드와 함께 두족류 강으로 분류된다. 다른 두족류와 마찬가지로 문어는 팔다리의 중심점에 두 개의 눈과 부리가 있는 좌우 대칭을 이루고 있다. 부드러운 몸체는 모양을 근본적으로 바꿀 수 있어 문어가 작은 틈을 통해 비집고 들어갈 수 있다. 그들은 헤엄칠 때 뒤에 있는 8개의 부속기관을 따라간다. 사이펀은 물을 방출하여 호흡과 이동에 모두 사용된다. 문어목은 복잡한 신경계와 뛰어난 시력을 가지고 있으며 모든 무척추동물 중에서 가장 지능이 높고 행동이 다양하다.
문어목은 산호초, 원양 해역, 해저 등 바다의 다양한 지역에 서식한다. 일부는 조간대에 살고 다른 일부는 심연 깊이에 살고 있다. 대부분의 종은 빠르게 성장하고 일찍 성숙하며 수명이 짧다. 대부분의 종에서 수컷은 특별히 개조된 팔을 사용하여 정자 다발을 암컷의 외투강에 직접 전달한 후 노화되어 죽고, 암컷은 수정란을 굴에 낳고 부화할 때까지 돌보다가 똑같이 죽는다. 포식자로부터 자신을 방어하기 위한 전략에는 잉크 배출, 위장 및 위협 표시 사용, 물 속으로 빠르게 분사하여 숨는 능력, 심지어 속임수까지 포함된다. 모든 문어목은 독성이 있지만, 인간에게 치명적인 것으로 알려진 것은 푸른고리문어뿐이다.
문어는 노르웨이의 크라켄, 아이누의 아코로카무이, 고대 그리스의 고르곤과 같은 바다 괴물로 신화에 등장한다. 세계 여러 지역, 특히 지중해와 아시아 바다에서 인간이 먹고 진미로 간주한다.

## 하위 분류
- 과 분류가 불확실한(incertae sedis) 속
  - † Keuppia
  - † Palaeoctopus
  - † Paleocirroteuthis
  - † Pohlsepia
  - † Proteroctopus
  - † Styletoctopus
- 유촉모아목 (Cirrina)
  - 우무문어과 (Opisthoteuthidae)
  - Cirroteuthidae
  - Stauroteuthidae
- 무촉모아목 (Incirrina)
  - Amphitretidae
  - Bolitaenidae
  - 문어과 (Octopodidae)
  - Vitreledonellidae
  - 집낙지상과 (Argonautoida)
    - Alloposidae
    - 집낙지과 (Argonautidae)
    - Ocythoidae
    - 보라문어과 (Tremoctopodidae)